# Preston Burpo
Preston Burpo (Bethesda, 26 settembre 1972) è un allenatore di calcio ed ex calciatore statunitense, di ruolo portiere, preparatore dei portieri dell'Austin FC.

## Carriera
Dal 2013 al 2014 è stato allenatore dei portieri per il D.C. United. Sotto la sua guida Bill Hamid è stato eletto portiere dell'anno della MLS nel 2014.